# Pitthea catadela
Pitthea catadela är en fjärilsart som beskrevs av Fletcher 1963. Pitthea catadela ingår i släktet Pitthea och familjen mätare. Inga underarter finns listade i Catalogue of Life.